# Saint-Paul-en-Gâtine
Saint-Paul-en-Gâtine ist eine französische Gemeinde im Département Deux-Sèvres in der Region Nouvelle-Aquitaine. Sie hat 496 Einwohner (Stand: 1. Januar 2022) und gehört zum Arrondissement Bressuire sowie zum Kanton Cerizay. Die Einwohner werden Saint-Paulais und Saint-Paulaises genannt.

## Geographie
Saint-Paul-en-Gâtine liegt etwa 24 Kilometer südsüdwestlich des Stadtzentrums von Bressuire am Vendée. Umgeben wird Saint-Paul-en-Gâtine von den Nachbargemeinden Moutiers-sous-Chantemerle im Norden, La Chapelle-Saint-Étienne im Nordosten, L’Absie im Osten, Scillé im Südosten, Le Busseau im Süden, La Chapelle-aux-Lys im Südwesten und Westen sowie Breuil-Barret im Westen und Nordwesten.

## Bevölkerungsentwicklung

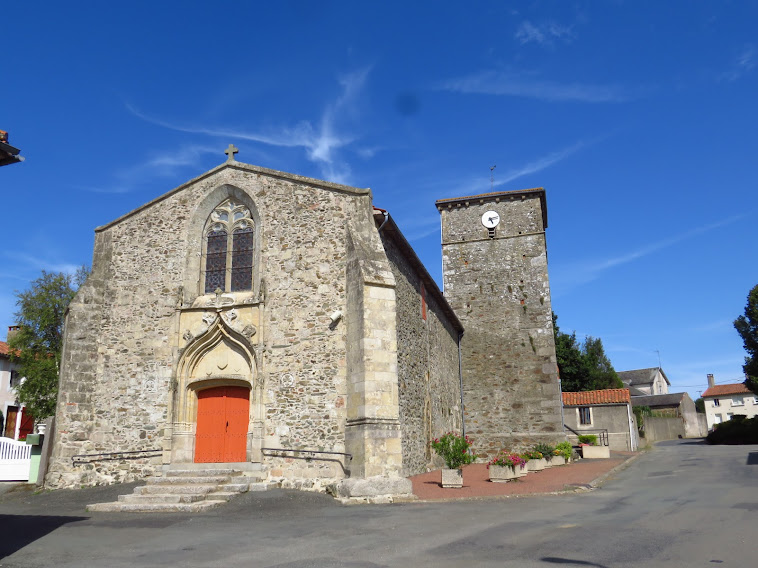
Kirche Saint-Paul

| Jahr      | 1954 | 1962 | 1968 | 1975 | 1982 | 1990 | 1999 | 2006 | 2019 |
| Einwohner | 679  | 651  | 595  | 518  | 503  | 509  | 494  | 446  | 441  |